# Hagaby Högby-Tidningen
Hagaby Högby-Tidningen är en tidning som ges ut på Norra Öland i de båda byarna Högby och Hagaby utanför Löttorp. Den ges ut i en upplaga varje sommar, under perioden juli-augusti. Tidningen gav ut sitt första nummer 2007.
Det man kan läsa om är främst vad som händer i närområdet och Ölands historia, tillsammans med artiklar om vad som är aktuellt.